# Salvia jamensis
Salvia jamensis là một loài thực vật có hoa trong họ Hoa môi. Loài này được J.Compton miêu tả khoa học đầu tiên năm 1994.